# Distretto di San José de los Molinos
Il distretto di San José de los Molinos è uno dei quattordici distretti della provincia di Ica, in Perù. Si trova nella regione di Ica e si estende su una superficie di  363,20 chilometri quadrati.